# Unaccompanied Minors
Unaccompanied Minors (bra: Menores Desacompanhados; prt: Menores Não Acompanhados) é um filme estadunidense de 2006, do gênero comédia, dirigido por Paul Feig.

## Sinopse
Conta a história de seis crianças que ficam presas num Aeroporto em Chicago, por causa de uma forte nevasca bem na véspera de Natal, e que se metem em grande confusão quando se cansam de esperar na área reservada para menores desacompanhados.

## Elenco
- Lewis Black - Oliver Porter
- Wilmer Valderrama - Zach Van Bourke
- Dyllan Christopher - Spencer Davenport
- Gina Mantegna - Grace Conrad
- Tyler James Williams - Charlie Goldfinch
- Quinn Shephard - Donna Malone
- Brett Kelly - Timothy Wellington (Beef)
- Paget Brewster - Valerie Davenport
- Rob Corddry - Sam Davenport
- Dominique Saldana - Katherine Davenport (Kathe)
- Tony Hale - Alan Davies
- Kristen Wiig - Carole Malone
- David Koechner - Ernie Wellington
- Jessica Walter -  Cindi
- Michelle Sandler - Mary Linn